# Brittany Broben
Brittany Broben, detta Britt (Gold Coast, 23 novembre 1995), è una tuffatrice australiana Ha rappresentato l'Australia alle olimpiadi di Londra 2012 dove ha vinto la medaglia d'argento nel concorso dalla piattaforma 10 metri.